# Helmuth von Weltzien
Helmuth Carl Christian von Weltzien (* 12. Oktober 1798 in Kaarz; † 22. Juli 1879 in Merseburg) war ein preußischer Generalleutnant.

## Leben

### Herkunft
Helmuth war der Sohn von Hans-Friedrich von Weltzien (1768–1811) und dessen Ehefrau Charlotte Wilhelmine Sophie, geborene von Rieben (1773–1809). Sein Vater war Hauptmann a. D. und Herr auf Kaarz. Die Familie verlor 1806 durch Plünderung durch die Franzosen ihr Gut.

### Militärkarriere
Weltzien war mittelloser Vollwaise und trat auf Vermittlung des Mannes seiner Stiefschwester am 3. Mai 1816 in das Kaiser Franz-Grenadier-Regiment der Preußischen Armee in Berlin ein. Dort avancierte er Ende September 1819 zum Sekondeleutnant. Im Februar 1829 folgte seine Versetzung in das 32. Infanterie-Regiment und am 9. Juni 1831 die Beförderung zum Premierleutnant. Weltzien stieg im September 1840 zum Kapitän und Kompaniechef auf und wurde am 12. Februar 1846 als Major zum Kommandeur des II. Bataillons im 31. Landwehr-Regiment in Mühlhausen/Thüringen ernannt. In dieser Stellung nahm er 1849 während der Niederschlagung der Badischen Revolution an den Gefechten bei Federbach und am Hirschgrund teil. Nach der Übergabe war Weltzien für drei Monate Kommandant der Festung Rastatt. Großherzog Leopold würdigte ihn durch die Verleihung des Kommandeurkreuzes II. Klasse des Ordens vom Zähringer Löwen und die Stadt Rastatt verlieh Weltzien am 28. Juli 1852 die Ehrenbürgerwürde. Nach seiner Rückkehr nach Mühlhausen wurde er im März 1853 Oberstleutnant und im Oktober des Folgejahres Kommandant von Glogau. In dieser Stellung avancierte er am 12. Juli 1855 zum Oberst und wurde am 8. Juli 1858 Kommandeur der 8. Infanterie-Brigade in Bromberg. Weltzien stieg am 12. November 1858 zum Generalmajor auf und erhielt am 18. Oktober 1861 den Stern zum Roten Adlerorden II. Klasse mit Schwertern am Ringe. Unter Verleihung des Charakters als Generalleutnant wurde er am 15. Januar 1863 mit der gesetzlichen Pension zur Disposition gestellt. Weltzien war Rechtsritter des Johanniterordens.
Nach seiner Verabschiedung erwarb er das Gut Marienfelde bei Preußisch Friedland und zog kurz vor seinem Tod nach Merseburg. Seine Beisetzung erfolgte auf dem Berliner Invalidenfriedhof.

### Familie
Weltzien heiratete am 28. November 1835 in Güstrow Marie von Blücher (1801–1858), die Tochter des Rittmeister Helmut Hardwig von Blücher aus dem Haus Suchow; sie wurde nach ihrem Tod am 9. April 1858 zur Beisetzung nach Glogau überführt. Das Paar hatte mehrere Kinder:
- Helmut Ernst Friedrich Christian (* 31. August 1840), Major, Rechtsritter des Johanniter-Ordens

⚭ 4. Juni 1868 Hedwig von Maltzan, Freiin von Wartenberg und Penzlin (* 12. September 1846; † 15. August 1881)
⚭ 12. Februar 1883 Sophie von Maltzan, Freiin von Wartenberg und Penzlin (* 20. Juli 1842; † 14. September 1884), Schwester von Hedwig
⚭ 11. Oktober 1886 Ottilie von Weltzien (* 8. November 1851)
- Richard Karl Albert (* 29. März 1844), Major, Rechtsritter des Johanniter-Ordens ⚭ 1878 Emma Karoline Hedwig Luise von Kessel (* 8. Februar 1857)